# Valea Ierii
Valea Ierii (in ungherese Járavize) è un comune della Romania di 940 abitanti, ubicato nel distretto di Cluj, nella regione storica della Transilvania.
Il comune è formato dall'unione di 4 villaggi: Caps, Cerc, Plopi, Valea Ierii.